# Martin Derungs

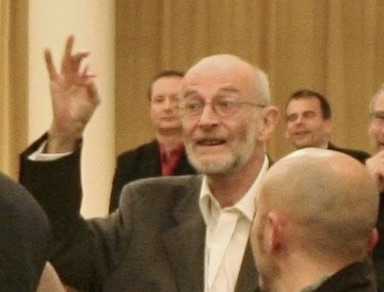
Martin Derungs (2006)

Martin Derungs (* 12. Mai 1943 in Chur GR, Kanton Graubünden; † 31. Mai 2023 in Basel) war ein Schweizer Musiker und Komponist.

## Leben und Wirken
Derungs erhielt seinen ersten Musikunterricht bei seinem Vater sowie beim Churer Kantor Lucius Juon. Von 1962 an studierte er an der Musikhochschule Zürich Orgel bei Luigi Favini, Klavier bei Hans Andreae und Komposition bei Paul Müller. 1967 erwarb Derungs das Solistendiplom für Orgel an der Musikakademie Basel bei Eduard Müller. Weitere Kompositionsstudien folgten von 1967 bis 1971 bei Günter Bialas in München. Von 1971 bis 1974 arbeitete Derungs als Redaktor beim Kurzwellensender «Deutsche Welle» in Köln. 1980 bis 1984 hatte er einen Lehrauftrag für Cembalo, Generalbass und Kammermusik an der Staatlichen Hochschule für Musik in Karlsruhe. Seither lebte er als freischaffender Komponist und Cembalist in Zürich. Von 1978 bis 1987 wirkte Derungs als Programmgestalter des Musikkollegiums Zürcher Oberland, von 1979 bis 1984 als Präsident der Musikerkooperative Schweiz und von 1980 bis 1989 als Stiftungsrat des Künstlerhauses Boswil. 1987 wurde ihm ein Werkjahr der Stadt Zürich zugesprochen, von 1993 bis 1996 präsidierte er den Schweizerischen Tonkünstlerverein. Beeinflusst von den avantgardistischen Strömungen der Zeit, komponierte Derungs ab Ende der sechziger Jahre vor allem Instrumentalwerke, wobei die Blockflöte als häufig verwendetes Instrument bis heute eine besondere Rolle spielt. Ab Mitte der siebziger Jahre entstanden vermehrt Kompositionen in Verbindung zu literarischen Texten, seit 1986 auch in Form von Bühnenwerken. «Musik über Musik» nennt Derungs eine weitere Gruppe von Werken, welche seit Mitte der neunziger Jahre entstanden sind und in vielfältiger Weise auf historische Musik Bezug nehmen.

## Werke (Auswahl)
- 4 Gedichte für Tenor und Kammerorchester, op. 1 (1966–1968)
- Septett, op. 2 (1966–1967), für Flöte, Klarinette, Fagott und Streichquartett
- «Dämmrig blau...», op. 3 (1967), für Bariton und Klavier (Texte: Christian Morgenstern)
- «angreifen...ruhen...verflüchtigen», op. 4 (1968) für Orgel
- Trio für Flöte, (Bass-)Klarinette und Klavier, op. 5 (1968)
- Interpolation, op. 6 (1968) für 11 Streicher
- Ich kom, weiss nit woher (1968) für 2 Singstimmen, 4 Versionen, op. 7 (1968–1969) für 23 Streicher
- «quasi...», op. 8 (1969) für Violine und Cembalo
- Tre soli, op. 9 (1970) für ein Blas-, ein Streich- und ein Akkordinstrument
- Orgelspiel für einen Organisten und zwei Registranten, op. 10 (1970)
- Play back, op. 11 (1970) für Violine und Klavier mit Tonband
- Recercar sesto sopra fa-fa-sol-la-fa (Girolamo Frescobaldi) (1970), Bearbeitung für Melodieinstrument und Orgel
- Essay, op. 13 (1971) für zwei Viole da gamba
- Interdependenz, op. 14 (1971) für Bläserquintett (Fl, Engl-Hn, Bassett-Hn, Fag, Hn)
- Rahmen, op. 12 (1972) für Oboe solo (mit Tonband und Klavier)
- Drei Stücke für Männerchor, op. 15 (1972)
- Canto, op. 16 (1973) für Bariton, gemischten Chor und Ensemble (Texte: Pablo Neruda)
- «notturno...», op. 17 (1973) für Flöte und Kammerorchester
- Aus Märchenzeit, op. 18 (1973) für Laute, Gitarre, Harfe und Cembalo
- Von Instrumenten (1974) für Stimme, kleines Schlagzeug, Xylophon, Gitarre, Einsaitenklavier und Cello (Texte: Bertolt Brecht)
- Schritte zu Andreas (1974), Hörspielmusik (Texte: Günter Eich)
- Kanon, op. 19 (1974) für Flöte und Cembalo (evtl. auch Picc, Bl-Fl, Xyl, Tonband, Diaprojektor)
- Variationen für zwei Ensembles, op. 20 (1976) für Renaissance-Consort (Blockflöten, Krummhörner, Pommern, Zink, Rankett, Bass-Dulzian, Perkussion) und Jazz-Combo (Trp, 2 Pos, Sax, Perc)
- Saul und David (1976) Bühnenmusik für Sommertheater Zürich
- Drei Texte (1976–1989) für Sopran, Oboe und Orgel (Texte: Sappho, Arthur Rimbaud, Dylan Thomas)
- Wettinger Klosterspiel (1977) Bühnenmusik für gemischten Chor, Flöte, Klarinette, Trompete, Perkussion, Gitarre, Klavier und Violine (Texte: Silja Walter), szenische Bearbeitung: Jost Andreas Müller
- Giarsun. Lieder nach Gedichten von Leta Semadeni, op. 21 (1977–1998) für tiefe Singstimme, Melodieinstrument, Gitarre und Vibraphon (auch Fassungen für mittlere Singstimme, Blockflöte und Cembalo bzw. für tiefe Singstimme, Kontrabass und Akkordeon) (Texte: Leta Semadeni), 1. Giarsun, 2. November, 3. Lilli da Giarsun, 4. Viadi da Not; a. Erstfassung 1977: für tiefe Singstimme, Melodieinstrument, Gitarre und Vibraphon; b. Neufassung 1992: für mittlere Singstimme, Blockflöte und Cembalo. c; Neufassung 1998: für tiefe Singstimme, Kontrabass und Akkordeon.
- Ludwig van (Mauricio Kagel) (1978), Bearbeitung für Hammerflügel, Ensemble und Tonband
- Etter Heini (1978), Bühnenmusik für Flöte, Viola da gamba und Kontrabass
- 3 Kanons (Festschrift Lucius Juon) (1978–1993) für 3 Singstimmen (Texte: August Wilhelm Schlegel), Chinesisch, Volkslied; 1. Nicht der Weg ist das Schwierige (Chinesisch), 2. Vergangenheit muss unsre Zukunft gründen (A. W. von Schlegel), 3. I bin en arme Gigerbueb (Baselland, Röselichranz)
- Echos de détresse (1978) für 2 Klaviere (oder Klavier und Cembalo). Mitkomponist: Heinz Marti
- Leuthold, op. 23 (1976–1979) für Bariton, Kinderstimme, Sprechchor, einstimmigen gemischten Chor und Ensemble (Texte: Heinrich Leuthold)
- Kleines Stück (1979) für Viola und Klavier (oder Cembalo)
- Heimat, op. 22 (1978–1982), 3 Lieder für mittlere Singstimme, Klavier und Sprechchor ad lib. (Texte: Heinrich von Laufenberg, Heinrich Leuthold, Lisel Bruggmann), 1. Ich wollt, dass ich daheime wär (Heinrich von Laufenberg), 2. Heimweh (Heinrich Leuthold), 3. Heimat (Lisel Bruggmann)
- Winteraustreiben (1982) für gemischten Chor
- Faits divers (1983) Filmmusik für Sopran und 2 Harfen, Stummfilm von Claude Aztant-Lara
- 3 Préludes, op. 25 (1983) für Klavier
- Faits divers, op. 27 (1983) Ragtime für 2 Harfen (oder Cembalo oder Klavier)
- 924, op. 26 (1984–1985) für Klavier, Bläser und 2 Schlagzeuger
- C E G, op. 28 (1985) für Cello und ein Tasteninstrument
- Variationen, Ländler und Lied, op. 24 (1976–1986) für Bariton, Violine, Klavier und Schlagzeug (Texte: Heinrich Leuthold), Bearbeitung von Leuthold
- Da hat es geläutet so lauten Schalles, dass der Klöppel herausgeflogen (1986), elektronische Bühnenmusik für in situ, Chur; ein szenisches Projekt in vier Teilen nach La Canzun da Sontga Margriata
- Hornung, op. 29 (1986) für Horn
- Studio per pianoforte, op. 30 (1986)
- Kaleidoscope, op. 31 (1987) für Violine
- Vier Lieder, op. 32 (1986) für Frauenstimme und Klavier (Texte: Dora Koster)
- Mr. Fitzwilliam’s Traum von Venus und Adonis (John Blow) (1986), Oper, Musik von Martin Derungs und John Blow. Nach der Liedersammlung Amphion Anglicus und dem Maskenspiel Venus und Adonis von John Blow. Besetzung: Solisten; Flöte, Trompete, Klavier, Orgel.
- Der Baseballengel, op. 33 (1984–1986), Oper in 1 Akt (Texte: Charles Bukowski (Jost Andreas Müller, Martin Derungs)); Besetzung: tiefer Bass, Tenor, Contratenor (oder Altistin), Bariton, Sopran, Tenor, Männerchor, Frauenchor, Saxophon-Quintett, Cembalo/Klavier/Harmonium (mind. 2 Spieler), Kontrabass, Schlagzeug (2)
- Der Neapelfries (1987), Filmmusik für Flöte und Klavier; prämiertes Filmporträt von Gaudenz Meili über den Berner Künstler Markus Raetz und sein Werk Der Neapelfries[1]
- Trio per archi, op. 34 (1987)
- Passion, op. 35 (1987–1991) für Flötenquartett; auch Fassung für Blockflöten-Quartett (1991)
- Contrasti sospesi, op. 36 (1988) für Bläserquintett
- «zu wissen...», op. 40 (1988) für Cembalo (Sprechstimme ad libitum)
- Bündner Wirren, op. 37 (1987–1989) Szenen um Jürg Jenatsch[2]
- Der Diamant, op. 38 (1990) für zwei Männerchöre und tiefen Gong (Texte: Gottfried Keller); 1. Eidgenossenschaft, 2. Alles oder nichts
- Drei Stücke für Gitarre, op. 39 (1989–1990)
- Anna Göldi, op. 41 (1989–1990), Texte: Kaspar Freuler (Martin Markun)
- «O alter Duft...», op. 43 (1989) für Flöte, Klarinette, Klavier, Viola, Violoncello und Tam-Tam
- Donozella (1989) für 2 Blockflöten
- un violon aveugle..., op. 42 (1990) Lied für Sopran und Klavier (Texte: Georges Schéhadé)
- Anna Jenatsch. Oratorische Szenen, op. 45 (1990–1991) für Sprecher, Sänger, Chöre und Instrumente (Texte: Markus Schmid-Lengersdorf)
- Konzert für Violine und Orchester, op. 46 (1990–1992)
- Scene teatrali, op. 47 (1991–1992) für 2 Oboen, 2 Klarinetten, 2 Fagotte und 2 Hörner
- Colori, op. 48 (1991–1997) für Blockflöte; Zyklus: Cornice (S) – Cromatico (A) – Rosso-azzurro (A) – Nero (B) – Giallo (S) – Verde (T)
- Konzert für Blockflöte, Kontrabass, Cembalo und Streicher, op. 49 (1993)
- Concertino, op. 50 (1993) für Blockflöte und Kammerorchester
- Threnos, op. 51 (1993) für Bass, Chor, Schlagzeug und Orgel (Texte: Martin Luther King, Jewgeni Jewtuschenko), 1. When Israel was in Egyptland, 2. My Lord, what a Morning
- Algordanzas, op. 52 (1993) für 7 Ausführende (Texte: Arnold Büchli, Friedrich Nietzsche)
- Fanfare contre la fausse paix (1993) für Blasorchester (beliebige Besetzung)
- La Liberazione di Ruggiero dall’Isola d’Alcina (Francesca Caccini) (1993), Oper (Texte: Ludovico Ariosto; zusätzliche Texte aus Orlando Furioso von Ludovico Ariosto. Zusätzliche Musik von Martin Derungs), für 4 Soprane, Alt, Tenor, gemischter Chor, Blockflöte, Schlagzeug, Cembalo, 2 Gamben, Streicher.
- Wahnfried (Collage aus Richard Wagners Götterdämmerung), op. 53 (1993) für Klavier
- Étude pointillistique, op. 54 (1994) für Orchester
- I Pagliacci (Ruggiero Leoncavallo) (1994), Oper; instrumentale Neufassung für 15 Instrumente
- Trio für Flöte, Bratsche und Harfe, op. 55 (1994)
- Kassandra, Darstellung eines Mythos, op. 56 (1994–1995) für Stimme und Cello (Texte: Christa Wolf; Gian Gianotti)
- Balletsuite «La Strada» (Nino Rota) (1995); Bearbeitung der Filmmusik zu La Strada von Federico Fellini für 18 Instrumente
- Temi estratti da «La strada» (Nino Rota) (1995) für Violine
- Nachtstück, op. 57 (1995) für Violine
- Ars orationis, op. 58 (1995) für Orgel
- Elegie, op. 59 (1996) für zehnsaitige Gitarre
- Aschenbrödel, op. 60 (1996) für Sopran, Mezzosopran, Altus, Tenor, Bariton, 5 Schauspieler, Blockflöte, 3 Flöten, Horn, Gitarre, Violine und Kontrabass (Texte: Robert Walser; Gian Gianotti, Martin Derungs)
- Das Schloss (1997), Bühnenmusik für in situ, Chur, (Texte: Franz Kafka; Wolfram Frank)
- Brackets and lines, op. 61 (1998) für Barockvioline und Orgelpositiv
- Idyll, op. 62 (1998) für Kammerorchester
- Drei Fälle, op. 63 (1999) für 4 Frauenstimmen, Klarinette, Schlagzeug, Klavier und Viola (Texte: Daniil Charms)
- Fantasie, op. 64 (1999) für Violine, Klavier und Orchester; über den unvollendeten Konzertsatz von W. A. Mozart, KV 315 f, Anhang 56
- Three Poems by John Donne, op. 65 (1999) für Sopran, Mezzosopran, Countertenor, Tenor, Bariton, Bass, Blockflöte (Bass-Blockflöte), Violine, Viola (Viola da gamba) und Orgel (Texte: John Donne); 1. A Lecture upon the Shadow. 2. Twickham Garden. 3. Holy Sonnet X.
- -ludes (Vor-, Zwischen- und Nachspiele zu G. F. Händels Sonate in h-moll), op. 66 (1999), für Flöte und Cembalo
- A Set of Pieces, op. 67 (1999–2000) für 3 Blockflöten
- Cantiga, op. 68 (2000) für Countertenor und Violine (Texte: Cecilia Meireles)
- 1 Jahr, op. 69 (1999–2000) für Klavier (oder beliebige gemischte Besetzung)
- Vistas chi’s müdan, op. 70 (2000) für Klarinette, Cornett, Violine, Viola und Kontrabass
- Vogel-Urtheil, op. 71 (2000) für Sopran, Klarinette und Schlagzeug (Texte: Friedrich Nietzsche)
- Hulda oder die Alpsucht, op. (1999), musikszenisches Panoptikum für Schülerchor, Schülerorchester und Rock-Band; (Texte: Albrecht von Haller, Vincenzo Todisco, Leo Tuor, Brigitte Brunies, Anna Maria Bacher, Remo Fasani, Luisa Famos, Maurice Chappaz); Gemeinschaftswerk mit Marco Todisco (Jazz-Rock-Stücke)
- Zwei neue Szenen zu Robert Walsers «Aschenbrödel», op. 78 (2001) für Altus, Bass, Blockflöte, Flügelhorn, Gitarre und Kontrabass (Texte: Robert Walser)
- 37 Fragmente, op. 73 (2001) für 2 Soprane, Altus, Tenor, Bass, 2 Blockflöten, 2 Violinen, Viola da gamba, Violoncello, Violone, Cembalo/Orgel und Theorbe (Texte: Friedrich Nietzsche, Pier Paolo Pasolini, Gabriela Mistral, Luisa Famos)
- Lieder des Prinzen Vogelfrei, op. 74 (2001) für Sopran, Altus, Sprechchor, Flöte, Klarinette, Schlagzeug, Violine, Violoncello und Klavier (Texte: Friedrich Nietzsche)
- 2 Stücke für 4 Altblockflöten, op. 75 (2001)
- Walls and (closed) windows, op. 76 (2001) für Streichquartett
- Ode an das Meer, op. 77 (2001) für Männerchor (Texte: Albin Zollinger)
- Auf nach Narragonien, op. 79 (2002), Suite für Orchester und Kinderchor (Texte: Warren Thew, Peter Richner, Saro Marretta)
- Report (Requiem), op. 80 (2002) für Sprecher, 6 Solostimmen und Ensemble; Text aus Tremolo Trümmer von Klaus Merz mit 6 Gedichten von Martin Merz
- Ferm aint il spazi, op. 81 (2002) für Männerchor (Texte: Warren Thew)
- Intents dal destin, op. 82 (2002) für Sopran und Flöte (Texte: Warren Thew)
- Eisblume (II), op. 85 (2004) für Streicher
- gestern (erstarrend...), op. 86 (2004) für Streichsextett
- 5 Esquisses, op. 88 (2005) für Klavier solo
- Fior’ di Ghiaccio, op. 90 (2005); Eisblume III für Violoncello/Viola und Hammerflügel
- Au-delà du regard, op. 92 (2006) für Sopran und Bariton solo, gemischten Chor, Sprecher und Orchester (Texte: Nadia Tuéni)
- «... eingeschlossen...», op. 98 (2007–2008) für gemischten Chor, Sopran und Bariton solo, Saxofon-Quartett und Conga (Texte: Dante Alighieri, Rashid Jassim, Abdelaziz)
- Memory, op. 103 (2009), Streichquartett über eine 12-Ton-Reihe von Hans Schaeuble
- 9 Gedichte von Anna Maria Bacher, op. 111 (2011) für Sopran, Viola und Klavier
- Der unbekannte Vogel (2015), Opera semibuffa in deutscher und arabischer Sprache; Eine moderne orientalische Fabel von Rashid Jassim (Uraufführung am 12. Mai 2015 in Zürich)

## Auszeichnungen
- 1992: Anerkennungspreis des Kantons Graubünden
- 2009: Bündner Kulturpreis[3]

## Diskographie (Auswahl)
- Martin Derungs. Violinkonzert – Konzert für Blockflöte, Kontrabass, Cembalo, Streicher – Giarsun – Scene Teatrali für Bläseroktett. Mary Ellen Woodside, Matthias Weilenmann, Martin Derungs, Käthi Steuri, Tonhalle-Orchester Zürich, Camerata Zürich, Michael Stern, Räto Tschupp. MGB, 1992/1993. / CD 2000.[4]

## Texte
- Martin Derungs: Nietzsche und die alte Musik, in: Räto Tschupp zum 70. Geburtstag, hrsg. von Chris Walton und Martin Germann; Verlag Hug & Co., Zürich 1999; ISBN 3-906415-68-6, S. 41–48.
- Martin Derungs: Für Kenner und Liebhaber, Komponieren für einen Laienchor, in: Der Gemischte Chor Zürich 1863-2013, 150 Jahre Musik für Zürich, Beiträge von Martin Derungs u. a.; Verlag Hug & Co., Zürich 2013, S. 51–52.